# Scuola di Teatro Menandro
(Articolo 1 dello Statuto della Scuola di Teatro Menandro)
La Scuola di Teatro Menandro è un'accademia d'arte drammatica italiana, con sede a Roma.

## Storia
L'Accademia nasce il 2 ottobre 1992 quando l'attore e fondatore Mino Sferra, rientrato in Italia dopo la specializzazione all'Actors Studio di New York, riceve il Patrocinio della Regione Lazio per una Scuola di Istruzione Professionale e decide di fondarla presso la sede di Via Ostiense a Roma.
Dal 2007 al 2018 la Scuola sposta le attività di allestimento spettacoli, conferenze e workshop in alcuni teatri romani: il Teatro Agorà, il Teatro San Genesio, il Teatro Anfitrione, il Teatro Manzoni.
Nel 2019 le attività didattiche vengono spostate in altra sede, la Chiesa di San Gregorio VII, in prossimità di Piazza San Pietro, costruita su progetto degli architetti Mario Paniconi e Giulio Pediconi.
Dal 2025 la Scuola ha trovato il suo spazio presso Far F'Arte - Art Factory, Associazione di promozione sociale sita in Via Aurelia 477 a Roma.
Tra gli insegnanti: Mino Sferra, docente di teatro e drammaturgia presso l’Università LUMSA di Roma, già docente di Dizione e Public Speaking alla Luiss Guido Carli di Roma, insignito del Premio Internazionale per la Regia teatrale di “Cecità” di Mario Fratti e del Premio Grand Prix del Teatro come miglior docente di teatro; Sara Scardovi, ballerina e attrice; Lorenzo Sferra, docente di dizione; Massimiliano Cutrera, docente di scherma scenica; Laura Di Segni, ballerina solista presso il Teatro dell'Opera di Roma, Fabiana Ponzi, regista cinematografica e attrice.
Valentina Corti si è formata alla Scuola di Teatro Menandro, oltre a Teresa Paternoster, Gianni D'Addario, Fabian Grutt, Carmen di Marzo, Maurizio Pulina, Ana Cruz, Veronica Pinelli, Floriana Secondi, Silvio Peroni.
Nel 2018 il Direttore artistico Mino Sferra è stato il vincitore del Premio Internazionale Magna Grecia.

## Corso di studi
Il corso di studi professionale consiste in un triennio per attori e gli insegnamenti vengono impartiti attraverso corsi tenuti dai docenti dell'Accademia con un esame finale. Al termine del triennio viene rilasciato un Diploma patrocinato dalla Regione Lazio e dall'Agis Scuola.
Tra le materie insegnate figurano: recitazione, dizione ed educazione vocale, storia del teatro, canto, musical, poesia drammatica, improvvisazione, danza moderna, scherma scenica.
Il corso di studi prevede, nel corso del triennio, l'allestimento di spettacoli teatrali, la realizzazione di cortometraggi e la partecipazione a casting italiani.
Da 20 anni, inoltre, la Scuola di Teatro Menandro organizza incontri e seminari per attori professionisti tenuti da personaggi del mondo dello spettacolo e della cultura.

## Sede della Scuola di Teatro
La sede della scuola è un ampio spazio presso Far F'Arte - Art Factory, Associazione di promozione sociale sita in Via Aurelia 477 a Roma. La scuola è dotata di un palcoscenico, un'aula didattica con sedute e quinte, con ampio fondale. 
La sede dell'Associazione viene utilizzata anche per allestire corsi di scultura, ceramica, fotografia e arti visive.

## Premio Vincenzo Crocitti
La scuola è special partner del Premio Vincenzo Crocitti International, che ogni anno, dal 2013, premia artisti e intellettuali meritevoli nel mondo dello spettacolo e del giornalismo, tra cui Carlo Verdone, Maurizio Costanzo, Alessandro Haber, Francesco Pannofino.
Il Direttore Artistico della Scuola Mino Sferra è stato insignito del Premio nel 2021.
Nel 2024 anche la Scuola di Teatro Menandro ha ottenuto il riconoscimento del Premio Vincenzo Crocitti come Miglior Scuola di Formazione Professionale per Attori.